# Riúrik Ívnev
Ríurik Ívnev(rus: Рю́рик И́внев), nascut Mikhaïl Aleksàndrovitx Kovaliov (rus: Михаи́л Алекса́ндрович Ковалёв) 23 de febrer [C.J. 11 de febrer] de 1891, Tbilisi, Imperi Rus - 19 de febrer de 1981, Moscou, URSS, fou un poeta, novel·lista i traductor rus.

## Biografia

### Primers anys
Nasqué en el si d'una família noble. El pare, Aleksandr Samoilóvitx Kovaliov, era capità de l'exèrcit rus i servia com a ajudant del fiscal militar del Tribunal del Districte Militar del Caucas. La mare, Anna Petrovna Prints, era descendent de la família d'un comte holandès. Després de la mort del seu marit el 1894, es va veure obligada a criar sola els seus dos fills (Mikhaïl tenia un germà gran, Nikolai) i va treballar al gimnàs femení de Kars, on el poeta va passar la seva infància.
El 1900, el futur poeta va entrar al Cos de Cadets de Tbilissi, on va estudiar fins al 1908 i hi va conéixer el futur heroi de la Guerra Civil Pàvel Andréievitx Pàvlov. També tingué una gran influència sobre ell la germana de la mare, l'esserista Tamara Prints.
Després de graduar-se al Cos de Cadets, Ívnev va ingressar a la Facultat de Dret de la Universitat Imperial de Sant Petersburg, però aviat es va veure obligat a traslladar-se a Moscou. Aquest trasllat estava connectat amb el descontentament amb la seva col·laboració amb el periòdic bolxevic Zvezdà. El 1913 Ívnev es va graduar a la Facultat de Dret de la Universitat de Moscou i va tornar a Sant Petersburg, on va començar a treballar en una oficina de control del govern.

### Carrera literària: egofuturisme
Els primers intents de poesia de Riúrik daten del 1904. La seva primera publicació fou el poema "Els nostres dies", rus: Наши дни en un almanac estudiantil de 1909 que va sortir a Vixni Volotxiok. Dos anys més tard va mostrar els seus poemes i prosa a Aleksandr Blok i va rebre la seva opinió desfavorable. Es van publicar dos poemes més el 1912 al diari bolxevic Iskra. Aviat, Mikhaïl, juntament amb Vadim Xerxenévitx, Konstantín Olímpov i Vassilisk Gnédov, es va unir al moviment egofuturista i es va convertir en un col·laborador freqüent dels almanacs Ego-Futurist publicats per Peterburgski Glaixatai, Tsentrifuga i Mezzanin poezii. El 1913 es va publicar el seu primer llibre de poemes, "Autoimmolació", rus: Самосожжение Samossojjénie.
Mikhaïl Kovaliov es va convertir en Riúrik Ívnev. El mateix poeta va dir que aquest pseudònim el va somiar en un somni del dia anterior a la impressió d'«Autoimmolació». El llibre va portar al jove poeta una gran reputació. Fou visitant assidu dels salons literaris de Sant Petersburg on es va trobar amb Dmitri Merejkovski, Zinaida Guíppius, Mikhaïl Kuzmín, Nikolai Gumiliov, Anna Akhmàtova, Fiódor Sologub i Vladímir Maiakovski.

### Dècada del 1920: imaginisme
Després del triomf de la Revolució d'Octubre passa a ser secretari del Comissari d'Educació Popular Anatoli Lunatxarski. Al mateix temps, col·labora amb el diari Izvéstia, i participa al Quart Congrés Extraordinari dels Soviets dels treballadors, camperols, soldats i cosacs
En 1919, Ívnev va ser enviat al sud com a cap de l'oficina organitzadora del tren d'agitació A.V. Lunatxarski. Visità Ucraïna i Geòrgia. En tornar a Moscou, el 1921 dirigí la Unió panrussa de poetes. Durant aquest període, comença l'acostament d'Ívnev amb els imaginistes. A llur editorial es publiquen una col·lecció dels seus poemes "El sol en un taüt", rus: Солнце во гробе i el fullet "Quatre trets a quatre amics" rus: Четыре выстрела в четырёх друзей.
El 1925 va participar en la compilació d'un recull de memòries sobre Serguéi Iessenin entre els seus altres amics. Més tard Iessenin apareix sovint en la prosa de memòries de Riúrik Ívnev.
Fins al 1931, Ívnev viatjà activament des de la Transcaucàsia fins a l'Extrem Orient, des d'Alemanya fins al Japó, com a enviat especial de les revistes Ogoniok i Ekho i del diari Izvéstia. El 1931 es va traslladar a Leningrad, on va començar a treballar en la novel·la autobiogràfica Boguema, rus: Богема ("Bohèmia").

### Darrers anys
Durant la Gran Guerra Patriòtica, Ívnev treballà al diari "El combatent del RKKA" En els anys de la postguerra, es publiquen activament les seves noves col·leccions, tant de poesia com de prosa. Va traduir del georgià i l'osseta.
Fins als últims dies de la seva vida Riúrik Ívnev no va deixar de treballar, i va ajudar activament els joves escriptors. Va morir al seu escriptori tres dies abans del seu 90è aniversari. Va ser enterrat al cementiri Vagànkovo a Moscou, a l'avinguda de Vassilievskaia.

## Obres

### Poesia
- Самосожжение. en tres volums, 1913-15.
- Пламя пышет, Moscou: «Mezonin poezii», 1913.
- Riúrik Ívnev i Piotr Ess. «У Пяти углов». Sant Petersburg: editorial «Rekord», загородный 36, 1913.
- «Золото смерти» Editorial "Tsentrifuga", Moscou, 1916. Imprès a la tipografia «Avtomobilist».
- Самосожжение. Petrograd: Felana, 1917.
- Солнце во гробе, Мoscou: Imaginisti, 1921 — 25 poemes, seleccionats per Iessenin.
- Осада монастыря, 1925.
- Моя страна. Tbilissi: Zarià Vostoka, 1943.
- Избранные стихотворения. Tbilissi: Zarià Vostoka, 1943.
- Стихи. Tbilissi: Zarià Vostoka, 1943.
- Избранные стихи. Moscou: Khudojestvennaia literatura, 1965.
- Память и время. Moscou: Sovetski pissatel, 1969.
- Избранные стихотворения. Moscou: Khudojestvennaia literatura, 1974, 396 pàgs.
- Часы и голоса. Poemes, memòries. Moscou: Sovétskaia Rossia, 1978.
- Тёплые листья. Moscou: Sovetski pissatel, 1978.
- Стихотворения. Moscou: Sovreménnik, 1982.

### Prosa
- Юность. Novel·la. 1912.
- Как победить Германию? Petrograd, 1915.
- Несчастный ангел. Novel·la. Petrograd,1917.
- Четыре выстрела в Есенина, Кусикова, Мариенгофа, Шершеневича. ("Quatre trets amb Iessenin, Kússikov, Mariengof, Xerxenévitx") Articles. Moscou.: Imaginisti, 1921.
- Любовь без любви. Novel·la. Moscou: «Sovreménnie problemi», 1925.
- Открытый дом. Novel·la: Leningrad, "Misl", 1927.
- Герой романа. Novel·la: ed. Pissatelei, 1928.
- У подножия Мтацминды. Moscou: "Sovetski pissatel", 1973.
- У подножия Мтацминды. Мoscou, 1981.

### Traduccions
- Grigol Abaixidze. Георгий шестой. Tbilisi, 1944.
- Guiorgui Kutxixvili. Стихи ("Poesia"). Tbilissi, 1945.
- Gueorgui Gúlia. Песнь о Сталине. Sukhumi, 1946.
- Сборник стихов писателей Юго-Осетии ("Col·lecció de poemes d'escriptors d'Ossètia del Sud"). Stalinir, 1946.
- Октябрь. Сборник стихов поэтов Юго-Осетии ("Col·lecció de poesia de poetes d'Ossètia del Sud"). Stalinir, 1947.
- Нарты. Эпос осетинского народа. Moscou, 1957.
- Nizami Gandjawi «Семь красавиц» (del persa). Bakú, 1947, 1959[3]

## PoemaAh, amb el destí sempre discutim
| « | (rus) Ах, с судьбою мы вечно спорим Ах, с судьбою мы вечно спорим, Надоели мне эти игры, Чередуется счастье с горем, Точно полосы на шкуре тигра. Серых глаз ворожба и тайна, Ну совсем как средневековье. Неужели они случайно На любовь отвечали любовью? Что мне солнце с его участьем, Эти пригоршни желтой соли. Я вчера задыхался от счастья, А сегодня кричу от боли. Ах, с судьбою мы вечно спорим, Надоели мне эти игры, Чередуется счастье с горем, Точно полосы на шкуре тигра. 1926, Владивосток | (català) Ah, amb el destí sempre discutim Ah, amb el destí sempre discutim, estic cansat d'aquests jocs, Alternant la felicitat amb el dolor, Com les ratlles de la pell del tigre. Mirada gris d'endevinació i misteri, Tan semblant a l'edat mitjana. Realment per casualitat, l'amor va respondre a l'amor? Que a mi el sol amb la seva participació, Aquests grapats de sal groga. Ahir estava sense alè, de felicitat, i avui de dolor estic cridant. Ah, amb el destí sempre discutim, estic cansat d'aquests jocs, Alternant la felicitat amb el dolor, Com les ratlles de la pell del tigre. 1926, Vladivostok | » |